# Garzaia dello zuccherificio di Codigoro e Po di Volano
Garzaia dello zuccherificio di Codigoro e Po di Volano este o arie protejată (arie de protecție specială avifaunistică — SPA) din Italia întinsă pe o suprafață de 184 ha, integral pe uscat.

## Localizare
Centrul sitului Garzaia dello zuccherificio di Codigoro e Po di Volano este situat la coordonatele 44°50′03″N 12°03′57″E / 44.83424°N 12.065779°E.

## Înființare
Situl Garzaia dello zuccherificio di Codigoro e Po di Volano a fost declarat arie de protecție specială avifaunistică în aprilie 1997 pentru a proteja 16 specii de animale.

## Biodiversitate
Situată în ecoregiunea continentală, aria protejată conține 2 habitate naturale: Galerii de Salix alba și de Populus alba, Lacuri eutrofice naturale cu vegetație de tip Magnopotamion sau Hydrocharition.
La baza desemnării sitului se află mai multe specii protejate:
- păsări (10): egretă mare (Ardea alba), stârc galben (Ardeola ralloides), Bubulcus ibis, barză albă (Ciconia ciconia), erete de stuf (Circus aeruginosus), egretă mică (Egretta garzetta), stârc pitic (Ixobrychus minutus), sfrâncioc roșiatic (Lanius collurio), privighetoare (Luscinia megarhynchos), stârc de noapte (Nycticorax nycticorax)
- pești (5): Alosa fallax, Barbus plebejus, Chondrostoma soetta, Cobitis bilineata, Rutilus pigus
- reptile (1): țestoasa de baltă (Emys orbicularis)

Pe lângă speciile protejate, pe teritoriul sitului au mai fost identificate 4 specii de plante, 1 specie de amfibieni, 4 specii de mamifere.